# Glaphyria distictalis
Glaphyria distictalis là một loài bướm đêm trong họ Crambidae.